# William McGillivray
Le Lieutenant-Colonel William McGillivray (né en 1764 et décédé le 16 octobre 1825), de Château Sainte-Antoine, à Montréal, était un commerçant de fourrure d'originaire écossaise qui a succédé à son oncle comme le dernier partenaire principal de la Compagnie du Nord-Ouest. Il est élu membre de la Assemblée législative du Bas-Canada et par la suite a été nommé au Conseil législatif du Bas-Canada. En 1795, il fut intronisé en tant que membre du Beaver Club. Au cours de la guerre de 1812, il reçut le grade de Lieutenant Colonel. Il possédait des successions importantes en Écosse, le Bas-Canada et le Haut-Canada. Son domicile à Montréal a été l'un des premières propriétés au début du Mille carré doré.

## Biographie
McGillivray est né à Dunlichity en 1764. Lorsque son oncle, Simon McTavish, de Montréal a visité William en 1776, il a payé pour l'éducation des garçons McGillivray et en 1784 a emmené William au Canada pour travailler pour lui dans la Compagnie du Nord-Ouest, avec un salaire annuel de £100.
Simon McTavish est mort en 1804, et McGillivray, étant bien expérimenté et son choix pour lui succéder à la tête de la CNO. Il a pris le règne dans une période d'intense compétition dans le commerce de fourrures en Amérique du Nord. Sa première action a été de trouver un accord mettant fin à la rivalité entre la CNO et la Compagnie XY, servant plus tard une coalition entre eux. Il a remis 25 % des actions de la CNO à la XY, mais exclut son ami proche Alexander Mackenzie hors le nouveau partenariat à cause de à sa réputation comme un fauteur de troubles dans la traite des fourrures.